# Raddea carriei
Raddea carriei là một loài bướm đêm trong họ Noctuidae.